# Biuro Polityczne KC KPZR

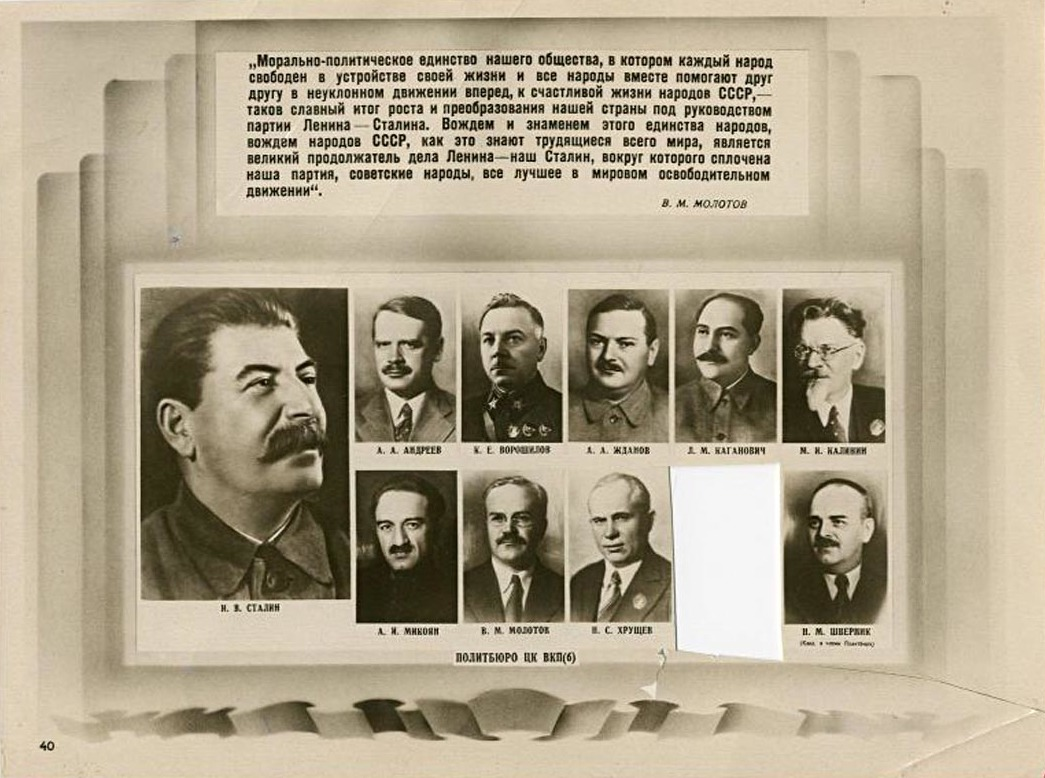
Biuro Polityczne KC WKP (bolszewików) w 1937 roku

Biuro Polityczne Komitetu Centralnego Komunistycznej Partii Związku Radzieckiego (w skrócie Politbiuro) – najwyższy organ decyzyjny Komunistycznej Partii Związku Radzieckiego (KPZR) (wcześniej (1918–1926) Rosyjskiej Partii Komunistycznej (bolszewików) - RKP(b) i (1926–1952) Wszechzwiązkowej Partii Komunistycznej (bolszewików) - WKP(b)), wybierany przez Komitet Centralny w celu kierowania pracą partii komunistycznej w okresie między obradami plenarnymi (plenami) Komitetu Centralnego. W jego skład wchodzili kierujący najwyższymi organami partyjnymi i instytucjami państwowymi RFSRR i ZSRR i jego republik związkowych.
Pierwsze Biuro Polityczne pod przewodnictwem Włodzimierza Lenina zostało utworzone na posiedzeniu Komitetu Centralnego Rosyjskiej Socjaldemokratycznej Partii Robotniczej (bolszewików) 10 października?/23 października 1917, w celu kierowania przewrotem bolszewickim (rewolucją październikową). Jako organ stały zaczęło funkcjonować od VII zjazdu RKP(b) w 1919.
Liczebność Biura nie przewyższała 15 członków i 9 kandydatów. Na posiedzeniach Biura rozwiązywano najważniejsze polityczne, gospodarcze i wewnętrzne sprawy ZSRR. Większość spraw na posiedzenia przygotowywał Sekretariat KC KPZR. W celu wypracowania decyzji w oddzielnych sprawach przygotowywały je także specjalne komisje. Zgodnie z regulaminem KPZR przyjętym na XIX zjeździe partii w 1952 Biuro zostało przekształcone w Prezydium KC KPZR. XXIII zjazd partii w 1966 w postanowieniach o częściowych zmianach w regulaminie KPZR wrócił do nazwy Biura Politycznego KC KPZR jako pełniej wyrażającego charakter działania najwyższego organu decyzyjnego partii.